# Luís Álvares de Azevedo Macedo
Luís Álvares de Azevedo Macedo (Estância — ?) foi um político brasileiro.
Foi presidente da província de Sergipe, nomeado por carta imperial de 30 de dezembro de 1871, de 17 de fevereiro a 16 de julho de 1872.